# Samantha
Pour les articles homonymes, voir Samantha (homonymie).
Samantha est un prénom féminin, fêté le 19 décembre.

## Origine
Samantha peut avoir été formé à partir du prénom américain Sam, diminutif de Samuel, associé au suffixe -antha dérivé du grec ancien anthos signifiant fleur. Originaire des États-Unis, il apparaît au début du XVIIIe siècle en même temps que d'autres prénoms comme lui terminés par -antha, tels Armantha, Salantha.
Samantha peut aussi avoir une origine grecque. On trouve des femmes appelées Simaïtha : par exemple dans la deuxième "Idylle" de Théocrite, poème du début du IIIe siècle av. J.-C. ; par exemple mentionnée par Aristophane (Archaniens, 525). Ces exemples sont tirés du livre de Christopher A. Faraone "Ancient Greek Love Magic", Harvard University Press, traduit en français et publié en 2006, édition Payot.

## Variantes
On trouve les formes Samthann et Sametane.

## Popularité du prénom
Au début de 2010, 10 176 personnes étaient prénommées Samantha en France. C'est le 329e prénom le plus attribué au siècle dernier dans ce pays, et l'année où il a été attribué le plus est 1992, avec un nombre de 1 343 naissances.

## Personnes portant ce prénom
- Pour voir toutes les pages commençant par Samantha, consulter la liste générée automatiquement pour le nom Samantha.

## Fiction
- Samantha Micelli dans la série Madame est servie interprétée par Alyssa Milano
- Samantha Stephens dans la série Ma sorcière bien-aimée interprétée par Elizabeth Montgomery
- Samantha oups !, série télévisée française.
- Samantha « Sam » Simpson dans les Totally Spies dont la voix française est doublée par Claire Guyot
- Samantha Green, dite Sam, est la fille du général Moore et l’amie du major Boyington, dans Les Têtes brûlées, interprétée par Denise DuBarry.